# Westlausitzer Mundart
Die Westlausitzer Mundart ist ein ostmitteldeutscher Dialekt, der vor allem im Westen der sächsischen Oberlausitz gesprochen wird. Er gehört zur Gruppe der Lausitzer Dialekte.

## Merkmale
Die Westlausitzer Mundart ist ein Übergangsdialekt zwischen dem obersächsischen Dialekt und der Oberlausitzer Mundart und weist von beiden Merkmale auf.
- Gemeinsamkeiten mit dem Obersächsischen

Ebenso wie in den meisten sächsischen Dialekten findet, wenn auch weniger stark, eine Konsonantenerweichung statt, vor allem von P zu B und von T zu D.
- Unterschiede zum Obersächsischen

Die Sprachintonation ist weniger melodisch. Die Konsonantenerweichung von K nach G findet größtenteils nicht statt. Auch typisch sächsische Diphthonge wie das charakteristische OU (wie in Dienoamou) oder EJ (nej (nein)) kommen im Westlausitzischen nicht vor.
- Gemeinsamkeiten mit der Oberlausitzer Mundart

Die Sprachmelodie ist sehr ähnlich, auch wenn sich das Westlausitzische noch etwas "sächsischer" anhört als das Oberlausitzische. Wie im Oberlausitzischen werden oft längere Wortgruppen miteinander verschmolzen (z. B. weeß'ch'ne für "das weiß ich nicht" oder backmersch ("packen wir es")). Auch das charakteristische Nu findet konsequent Verwendung.
- Unterschiede zur Oberlausitzer Mundart

Das R wird nicht gerollt, sondern wie im Hochdeutschen ausgesprochen. Gleiches gilt für das L. Die meisten Vokale werden wie im Oberlausitzischen verschoben, aber weniger stark, zum Beispiel wird E meist zu Ä, nicht zu A. (vgl. hochdeutsch lesen – westlausitzisch läsen – oberlausitzisch lasen). Die Verschiebung von E bzw. Ä zu I findet auch nicht statt.
- Besonderheiten

Eine Eigenart in einigen Westlausitzer Gegenden ist die Anhängung der Endung -(e)n an Substantive im Dativ oder Akkusativ anstelle der Verwendung eines bestimmten Artikels. Ähnliches kann man in skandinavischen Sprachen beobachten, nicht jedoch in benachbarten Dialekten.

## Verbreitung
Das Sprachgebiet der Westlausitzer Mundart befindet sich im heutigen Landkreis Bautzen. In Richtung Westen, etwa entlang der ehemaligen Kreisgrenze Bischofswerda – Dresden-Land und in Richtung Süden, etwa entlang der heutigen Kreisgrenze Bautzen – Sächsische Schweiz-Osterzgebirge verläuft eine relativ scharfe Sprachgrenze zu den obersächsischen Dialekten. In Richtung Norden und Nordosten findet ein allmählicher Übergang zum Neulausitzischen statt, während der Dialekt in Richtung Südosten zwischen den Gemeinden Schmölln-Putzkau, Neukirch/Lausitz und Steinigtwolmsdorf mehr und mehr in die Oberlausitzer Mundart übergeht.
Im Nordosten grenzt das Dialektgebiet auch an das obersorbische Sprachgebiet und im Süden an die Tschechische Republik.
Die Anzahl der Sprecher der Westlausitzer Mundart liegt bei schätzungsweise 50.000, eine genaue Zahl lässt sich aber aufgrund der beschriebenen Dialektkontinuität nicht terminieren.